# Barânia

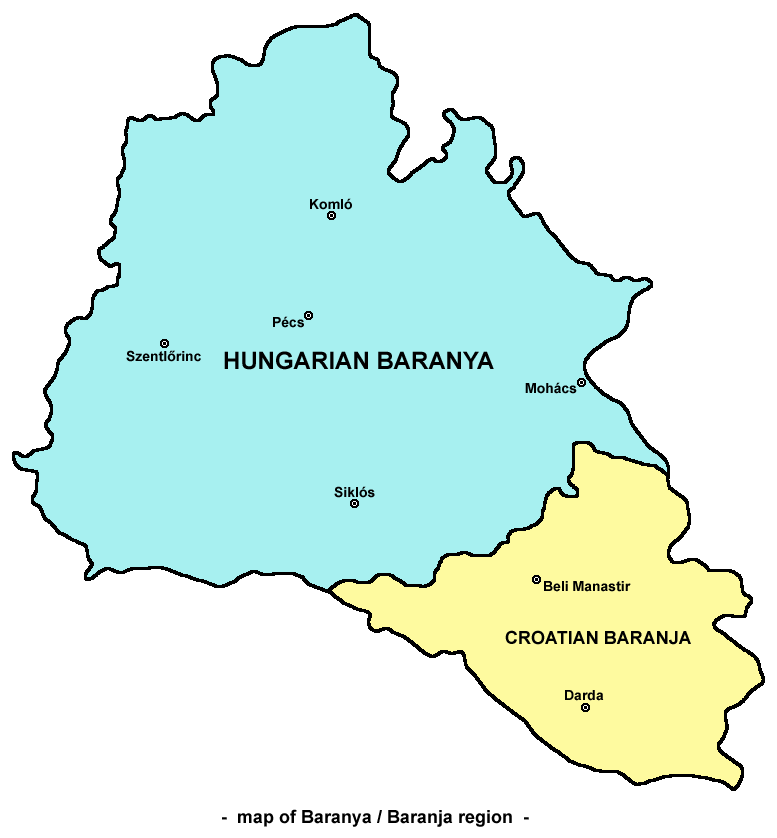
Mapa da região da Barânia

A Barânia (em húngaro:  Baranya; em croata:  Baranja; em alemão:  Branau; em servo-croata:  Baranja/Барања) é uma região histórica e geográfica da Europa Central entre os rios Danúbio e Drava. Seu território está atualmente dividido entre a Hungria e a Croácia. Na Hungria, a região está integrada ao condado de Baranya, enquanto que na Croácia faz parte do condado de Osijek-Barânia. A maior aglomeração urbana da região é a cidade húngara de Pécs.